# Ulica Władysława Reymonta w Opolu
Ulica Władysława Reymonta (do 1945 r. Sternstrasse) – jedna z ważniejszych ulic w centrum Opola, stanowi fragment drogi wojewódzkiej nr . Na odcinku od ul. 1 Maja do ul. Ozimskiej jest jednokierunkowa.